# Pontcharra-sur-Turdine
Pontcharra-sur-Turdine ist eine Commune déléguée in der französischen Gemeinde Vindry-sur-Turdine mit 2.739 Einwohnern (Stand 1. Januar 2022) im Département Rhône in der Region Auvergne-Rhône-Alpes.

## Geografie

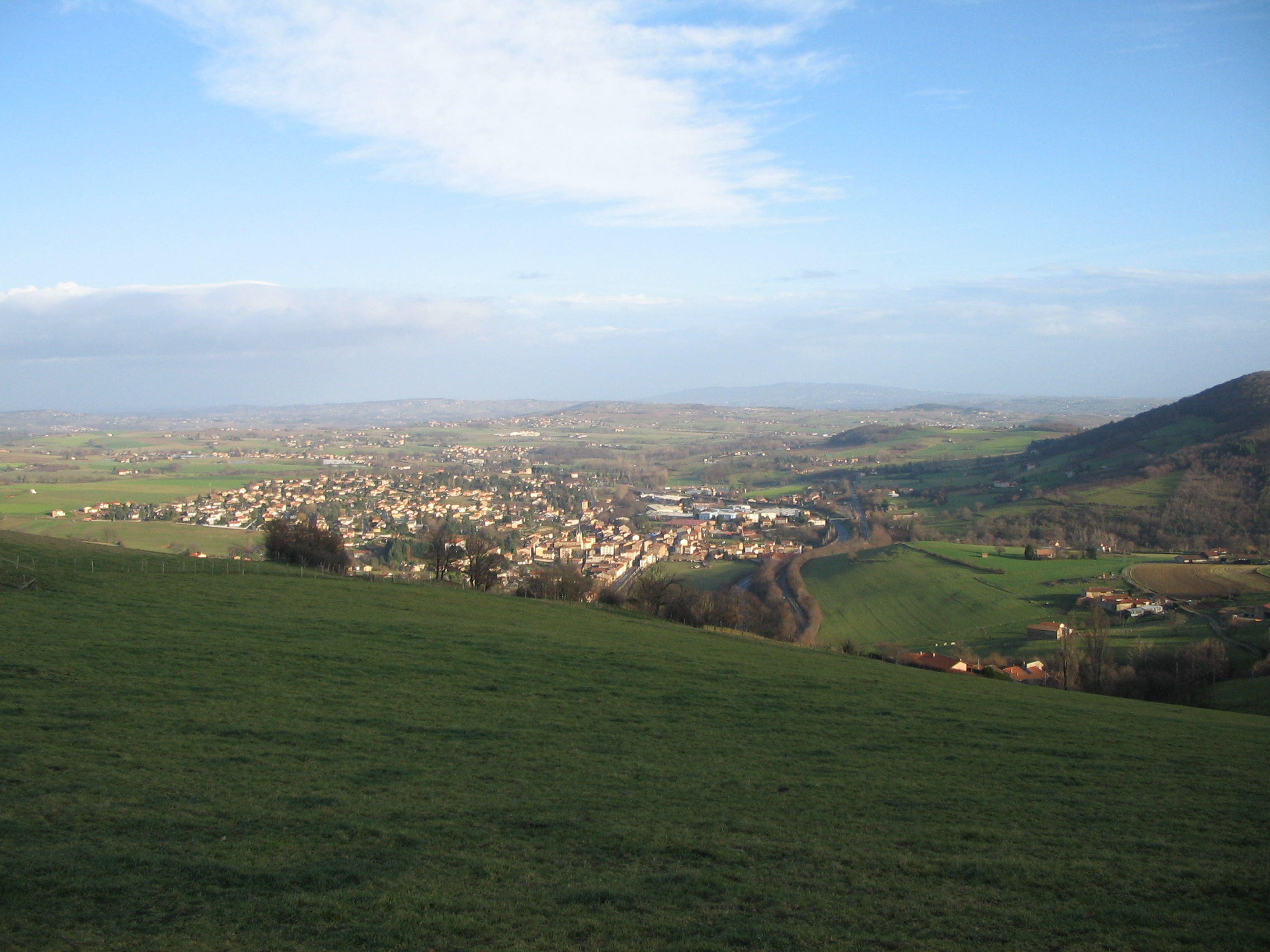
Blick auf Pontcharra-sur-Turdine

Pontcharra-sur-Turdine liegt in der Weinbauregion Beaujolais an der Turdine, einem Nebenfluss der Brévenne. 
Die Nachbargemeinden von Pontcharra-sur-Turdine waren Saint-Loup im Norden, Les Olmes im Osten und Nordosten, Saint-Romain-de-Popey im Südosten sowie Saint-Forgeux im Süden und Südwesten.
Durch die Commune déléguée führen die Autoroute A89 und die Route nationale 7. 

## Geschichte
Bis 1840 gehörte die Gemeinde zur Nachbarkommune Saint-Loup.
Die Gemeinde Pontcharra-sur-Turdine wurde am 1. Januar 2019 mit Dareizé, Les Olmes und Saint-Loup zur Commune nouvelle Vindry-sur-Turdine zusammengeschlossen. Sie hat seither den Status einer Commune déléguée. Die Gemeinde gehörte Pontcharra-sur-Turdine zum Arrondissement Villefranche-sur-Saône und zum Kanton Tarare. 

### Bevölkerungsentwicklung
| Jahr      | 1962  | 1968  | 1975  | 1982  | 1990  | 1999  | 2006  | 2012  |
| Einwohner | 1.407 | 1.501 | 1.746 | 1.833 | 2.086 | 2.136 | 2.464 | 2.517 |

## Sehenswürdigkeiten

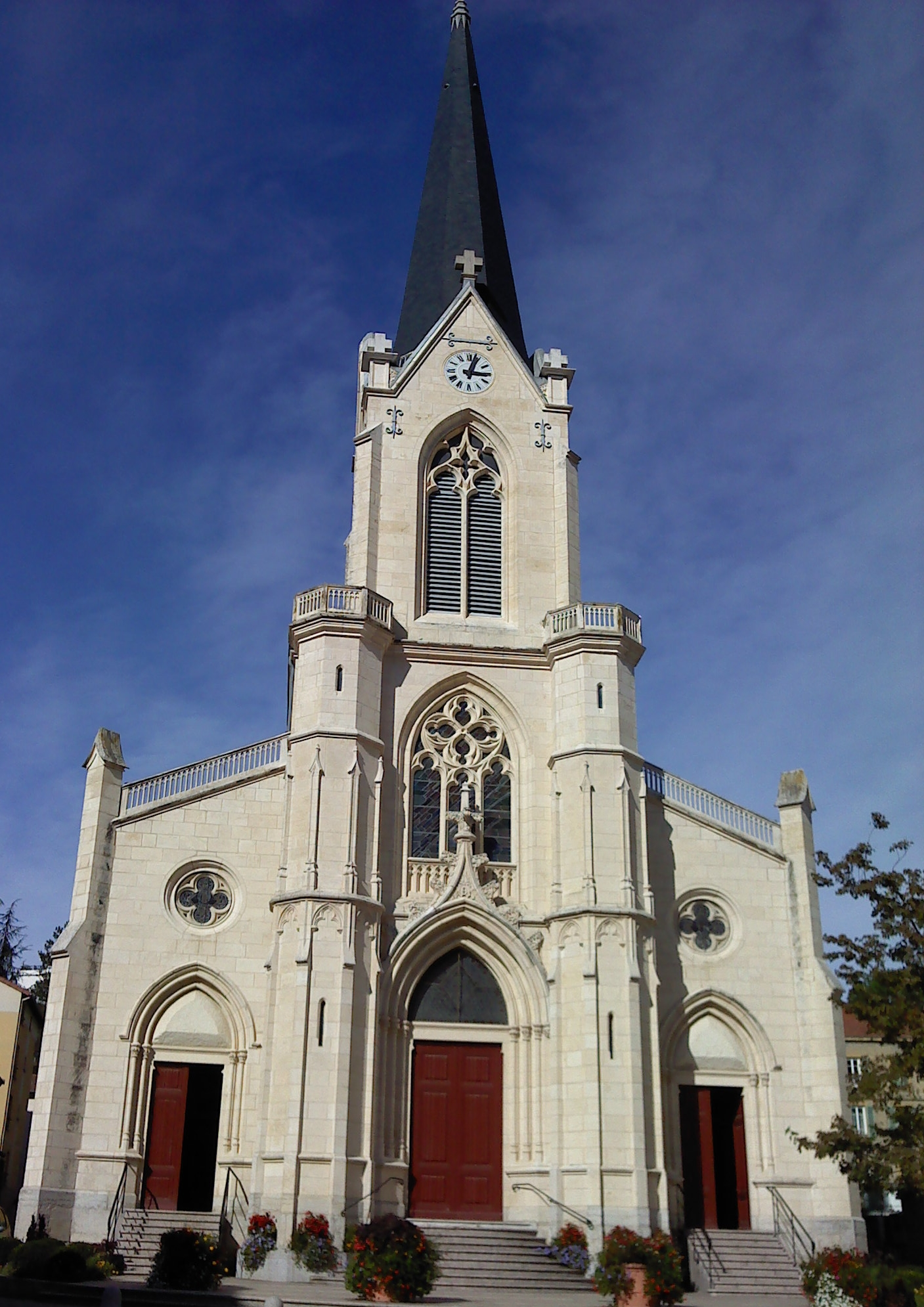
Kirche Saint-Antoine

- Kirche Saint-Antoine, in der zweiten Hälfte des 19. Jahrhunderts erbaut
- Kapelle Les Antonin, im 14. Jahrhundert erbaut, zwischen 1791 und 1809 säkularisiert
- Rathaus